# Музеї Севастополя
У даній статті перелічено державні, комунальні, відомчі та приватні музеї та музейні комплекси, які розташовані в межах Севастополя, а також ті, що підпорядковуються Севастопольській міськраді.

## Севастополь
| Назва                                                                                   | Місцезнаходження                       | Короткий опис | Зображення |
| --------------------------------------------------------------------------------------- | -------------------------------------- | --- | ---------- |
| Національний заповідник «Херсонес Таврійський»                                          | вул. Стародавня, 7                     | Музей відкритий в 1892 році на базі археологічних знахідок з розкопів старогрецького міста Херсонесу Таврійського. У фондах музею близько 200 000 експонатів з 5 століття до н. е. до 15 століття: археологічні, епіграфічні пам'ятки, серед останніх декрети на честь Діофанта та Присяга Херсонесців, нумізматичні колекції, поліхромні розписні стелі, мозаїки, керамічний посуд. |            |
| Військово-морський музейний комплекс «Балаклава»                                        | вул. Мармурова, 1                      | Музейний комплекс відкритий 1 червня 2002 року в секретному військовому об'єкті часів холодної війни — підземній базі підводних човнів 825 ГТС у Балаклаві. |            |
| Військово-історичний комплекс «Михайлівська батарея»                                    | Північна сторона, Михайлівська батарея | Музейний комплекс відкритий 4 липня 2010 року. Перша відкрита експозиція — тематична експозиція «Героїчний Севастополь» — виставка з приватної колекції Олексія Шереметьєва. |            |
| 35-та берегова батарея (музейно-меморіальний комплекс)                                  | Мис Херсонес, 35-а берегова батарея    | Музейно-меморіальний комплекс відкритий в липні 2008 року. У 2009 році відкритий другий, а 3 липня 2010 відкритий третій, найдовший, екскурсійний маршрут комплексу. |            |
| Військово-історичний музей Чорноморського флоту                                         | вул. Леніна, 11                        | Музей відкритий за ініціативою учасників Першої героїчної оборони Севастополя 1854—1855 років в 1869 році. Музейна експозиція охоплює історію флоту від давніх слов'ян до нашого часу. В дворі музею розташована відкрита експозиція військової техніки. |            |
| Музей героїчної оборони та визволення Севастополя                                       | Історичний бульвар                     | |            |
| Севастопольський художній музей імені Крошицького                                       | проспект Нахімова, 9                   | Музей відкритий в 1927 році. Експозиція включає близько 2,5 тис. експонатів (1970) у двох відділах — західноєвропейського мистецтва та російського дореволюційного і радянського мистецтва. Українське мистецтво представлене творами (М.Самокиші, М.Глущенка, Т.Яблонської, С.Сулименка та ін.) у відділі російського та радянського мистецтва.                                     |            |
| Акваріум-музей Інституту біології південних морів Національної академії наук України    | проспект Нахімова, 2                   | Був заснований у 1897 р. Експозиція включає колекцію риб, водних безхребетних та плазунів. |            |
| Оборонна башта Малахового кургану                                                       | Малахов курган                         | |            |
| Діорама «Штурм Сапун-гори 7 травня 1944 року»                                           | Сапун-Гора                             | |            |
| Панорама «Оборона Севастополя 1854—1855 рр.»                                            | Історичний бульвар                     | |            |
| Музей «Севастопольське підпілля 1942—1944 рр.»                                          | вул. Рев'якіна, 46                     | |            |
| Музей історії зв'язку Військово-Морських сил України                                    |                                        | Музей відкритий 7 серпня 2009 року. Експозиції містять понад 40 зразків техніки зв'язку з часів радянсько-німецької війни до сучасних зразків, а також експериментальні зразки, довідкові матеріали. |            |
| Музей історії берегових військ Чорноморського флоту                                     | сел. Любимівка, 30-а берегова батарея  | |            |
| Виставка-музей «Іван Папанін — севастопольський колумб»                                 | Історичний бульвар                     | Музей відкритий до 225-річчя Севастополя. Присвячений життю дослідника Арктики Івана Папаніна |            |
| Чембало                                                                                 | Балаклава                              | |            |
| Музей історії севастопольської міліції                                                  | вул. Ялтинська, 4                      | Створений у 1979 році |            |
| Музей Підземний Севастополь                                                             | площа Суворова,1                       | Створений 1 червня 2018 році |            |
| Народний міжшкільний краєзнавчий музей                                                  | вул. Суворова, 20                      | Єдиний в Україні міжшкільний краєзнавчий музей відкрито 18 грудня 1968 року. Розташований на третьому поверсі старовинної будівлі. У фондах зберігається понад 20 тисяч музейних предметів, з них близько 3 тисяч експонується в 9 залах музею. Почесне звання «народний» присвоєно йому в 1981 році.                                                                                |            |
| Музей історії севастопольських моряків                                                  | вул. Павла Корчагіна, 1                | |            |
| Музей історії Севастопольського російського драматичного театру ім. А. В. Луначарського | проспект Нахімова, 6                   | Створений у 1964 році |            |
| Народний музей Севастопольського державного технічного університету                     | студентське містечко                   | Створений у 1982 році |            |
| Народний музей Севастопольської філії Київського індустріального коледжу                | вул. Радянська, 65                     | Створений у 1982 році |            |
| Музей історії трудової слави Севастопольської ГРЕС                                      | вул. Яблочкова, 1                      | Створений у 1969 році |            |
| Музей історії Севастопольського водоканалу                                              | вул. Адмірала Октябрського, 4          | Створений у 1976 році |            |
| Музей історії Севастопольського суднобудівного технікуму                                | вул. Рєпіна, 3                         | Створений у 1970 році |            |
| Музей історії Севастопольської міськлікарні №1 імені М. І. Пирогова                     | вул. Повсталих, 6                      | Створений у 1993 році |            |
| Севастопольський народний музей історії розвитку рибної промисловості                   | вул. Корчагіна, 1                      | Створений у 1972 році |            |
| Музей історії центру профтехосвіти імені маршала інженерних військ А. В. Геловані       | вул. Єфремова, 20                      | Створений у 1981 році |            |
| Музей історії Балаклавського району                                                     | вул. Новикова, 12                      | Створений у 1967 році |            |
| Народний музей історії ВО «Севтролейбус»                                                | вул. Л. Толстого, 51                   | Створений у 1969 році |            |
| Музей історії школи № 3                                                                 | вул. Радянська, 57                     | Створений у 1975 році |            |
| Музей бойової слави школи-інтернату № 5                                                 | вул. Челюскінців, 47                   | Створений у 1966 році |            |
| Музей бойової слави                                                                     | Сахарна Головка, школа № 17            | Створений у 1978 році |            |
| Музей історії 2-ї гвардійської армії                                                    | вул. Челюскінців, 2                    | Створений у 1969 році |            |
| Музей історії спорту Севастополя                                                        | вул. Очаківців, 25                     | Створений у 1981 році |            |
| Художній музей школи №18 «Місто-герой Севастополь в образотворчому мистецтві»           | вул. Привокзальна, 11                  | Створений у 1976 році |            |
| Музей історії Гагарінського району                                                      | вул. Вакуленчука, 3                    | Створений у 1976 році |            |
| Музей історії 25-ї Чапаєвської дивізії                                                  | вул. Шубінова, 3                       | Створений у 1966 році |            |
| Музей імені Д. М. Карбишева                                                             | вул. Горпищенка, 2                     | Створений у 1967 році |            |
| Музей імені П. П. Шмідта                                                                | вул. Б. Михайлова, 9                   | Створений у 1992 році |            |

## Севастопольська міськрада
| Назва                                                   | Місцезнаходження                        | Короткий опис | Зображення |
| ------------------------------------------------------- | --------------------------------------- | --- | ---------- |
| Каламіта                                                | Білокам'янськ, вул. Стародавня          | Комплекс розташований на східному березі річки Чорної в південно-західній частині Монастирської скелі. До нього входять стіни та башти середньовічної фортеці Каламіта, залишки християнського печерного монастиря в нижній частині скелі. Він є пам'ятником середньовічної архітектури республіканського значення. |            |
| Музей історії села Верхньосадове                        | Верхньосадове, вул. Севастопольська, 66 | Громадський музей створений в 1966 році. У ньому налічується близько 1 000 реліквій. У двох залах розташована експозиція, яка розкриває історію старовинного села. |            |
| Картинна галерея радгоспу-заводу «Качинський»           | Андріївка                               | Створена у 1990 році |            |
| Народний музей історії 4-го сектору оборони Севастополя | Верхньосадове                           | Створений у 1967 році |            |
| Музей історії радгоспу-заводу «Качинський»              | Андріївка                               | Створений у 1990 році |            |